# Ері (Канзас)
Ері (англ. Erie) — місто (англ. city) в США, в окрузі Ніошо штату Канзас. Населення — 1047 осіб (2020).

## Географія
Ері розташоване за координатами 37°34′18″ пн. ш. 95°14′31″ зх. д. / 37.57167° пн. ш. 95.24194° зх. д. (37.571707, -95.242047).  За даними Бюро перепису населення США в 2010 році місто мало площу 3,14 км², уся площа — суходіл.

## Демографія
Згідно з переписом 2010 року, у місті мешкало 1150 осіб у 463 домогосподарствах у складі 312 родин. Густота населення становила 367 осіб/км².  Було 540 помешкань (172/км²).
Расовий склад населення:
| - 96,4 % — білих - 1,1 % — корінних американців - 0,3 % — чорних або афроамериканців - 0,1 % — азіатів - 1,3 % — осіб інших рас |

До двох чи більше рас належало 0,8 %. Частка іспаномовних становила 5,6 % від усіх жителів.
За віковим діапазоном населення розподілялося таким чином: 24,9 % — особи молодші 18 років, 54,6 % — особи у віці 18—64 років, 20,5 % — особи у віці 65 років та старші. Медіана віку мешканця становила 41,5 року. На 100 осіб жіночої статі у місті припадало 98,3 чоловіків;  на 100 жінок у віці від 18 років та старших — 96,4 чоловіків також старших 18 років.
Середній дохід на одне домашнє господарство  становив 51 896 доларів США (медіана — 39 519), а середній дохід на одну сім'ю — 60 318 доларів (медіана — 51 429). Медіана доходів становила 39 226 доларів для чоловіків та 25 909 доларів для жінок. За межею бідності перебувало 18,5 % осіб, у тому числі 25,7 % дітей у віці до 18 років та 10,6 % осіб у віці 65 років та старших.
Цивільне працевлаштоване населення становило 500 осіб. Основні галузі зайнятості: освіта, охорона здоров'я та соціальна допомога — 36,2 %, роздрібна торгівля — 11,6 %, виробництво — 10,2 %.